# Marshalløerne
Marshalløerne (officielt: Republikken Marshalløerne; marshallesisk: Aolepān Aorōkin M̧ajeļ; engelsk: Republic of the Marshall Islands) er en stat i det vestlige Stillehav i Oceanien. Øgruppen ligger nord for Kiribati og Nauru, øst for Mikronesien og syd for det amerikanske territorium Wake Island.
De vigtigste eksportvarer er fisk, fiskeprodukter, kokosnødolie og akvariefisk. Vigtige importvarer er madvarer, levende dyr, mineralolie, drikkevarer og tobak. Vigtige handelspartnere er blandt andet USA og Japan.
Af øens tre aviser er Marshall Islands Journal den største. Avisen udkommer to gange om ugen. En statsejet og to private radiostationer sender på engelsk og på de lokale sprog.

## Historie
Øerne var allerede 2.000 år før Kristi fødsel beboet af indvandere fra Mikronesien, men man ved ikke meget om øernes tidligste historie. 
I 1526 opdagede spanieren Alonso de Salazarsom den første europæer øerne. I 1529 nåede den spanske søfarer Alvaro de Saavedra øerne, men gjorde ingen videre krav på øerne gældende, og øerne blev først genopdaget, da den engelske kaptajn John Marshall i 1788 besøgte dem, og øerne har senere fået navn efter ham. I begyndelsen af 1800-tallet kortlagde den tysk-baltiske opdager Otto von Kotzebue, der var officer i den russiske marine, for første gang øerne. 
Efter at et tysk handelsselskab i 1885 oprettede en afdeling på øerne, overtog den første kejserlige kommissær Wilhelm Knappe i 1886 højhedsrettighederne for Tyskland. 1906 blev øerne officielt en del af den tyske koloni Deutsch-Neuguinea.
Japan besatte øerne i 1914 og oprettede flere militærbaser. Nationernes Forbund gav Japan øerne som mandatområde i 1920. 
I den 2. Verdenskrig erobrede USA Kwajalein-atollen den 31. januar 1944 på grund af den strategiske beliggenhed. (slaget om Marshalløerne). I løbet af få uger erobrede USA 30 andre øer og oprettede en militærbase på Majuro.
Øerne blev i 1947 en del af det USA-styrede UN Trust Territory of the Pacific Islands. I 1979 underskrev Marshalløerne en samarbejdsaftale med USA, som trådte i kraft 1986, hvor øerne blev en selvstændig stat. USA varetager forsvarspolitikken og bidrager til en stor del af økonomien igennem Marshalløernes medlemskab af Compact of Free Association. 
Indtil 1960erne gennemførte USA atomprøvesprængninger på Bikini-Atoll og Eniwetok. Efter at de oprindelige indbyggere kom tilbage blev der målt for høj radioaktivitet, og indbyggerne måtte igen flyttes til et andet område.

## Politik
Uddybende artikel: Marshalløernes politik
Marshalløerne er medlem af FN.

## Geografi
Uddybende artikel: Marshalløernes geografi
Øgruppen består af 1.150 større og mindre øer, som strækker sig over et område på 1.900.000 km². 
De vigtigste atoller og øer danner to grupper: Ratak-kæden og Ralik-kæden, som betyder henholdsvis solopgangs- og solnedgangs-kæden. To tredjedele af landets indbyggere bor på øerne Majuro (som også er hovedstad) og Ebeye. De ydre øer er tyndt befolket på grund af for få muligheder for bosætning og økonomisk udvikling. 
Klimaet er fugtigt og varmt med regntid fra maj til november. Øerne bliver ofte hærget af tropiske hvirvelstorme.

## Demografi
Uddybende artikel: Marshalløernes demografi
Folketallet er i 2009 64.522, og det øges med ca. 2% om året. Over 60% af befolkningen er under 20 år. Graviditet blandt unge ugifte piger er almindelig. Der er obligatorisk skolegang for børn i alderen fra 6 til 14 år. Barnedødeligheden steg kraftigt i slutningen af 1980'erne. Derefter er den faldet lidt igen. Den forventede levealder er 65 år for kvinder og 61 år for mænd. 
97% af befolkningen er mikronesiere. De øvrige er australiere og amerikanere. De fleste indbyggere er kristne, overvejende protestanter. En del af øernes indbyggere er stadig præget af eftervirkningerne af atomprøvesprængninger på øerne Bikini og Enewetok. Amerikanerne foretog forsøg med atombomber fra 1946 til 1958. Prøvesprængningerne førte blandt andet til radioaktivt nedfald over en del af de beboede øer.